# SCB AB3 71–78
Die dreiachsigen Reisezugwagen der Gattung AB3 und den Nummern 71–78 der Schweizerischen Centralbahn (SCB) waren ab 1892 im Einsatz.

## Geschichte
1892 liess die SCB bei der Schweizerischen Industrie-Gesellschaft (SIG) acht dreiachsige gemischtklassige Personenwagen bauen. Die Wagen hatten zwei Abteile der 1. Klasse mit Seitengang und zusammen 11 Sitzplätzen sowie drei Abteile 2. Klasse mit je acht Plätzen und Mittelgang. Neben einer Toilette verfügten sie über Petroleumbeleuchtung und Dampfheizung. Das Fahrgestell besass freie Lenkachsen.
Die Wagen trugen die für die SCB übliche grüne Farbe und hatten eine gelbe Beschriftung.
1902 bei der Verstaatlichung der Gesellschaft wurden die Wagen von den Schweizerischen Bundesbahnen (SBB) übernommen und bekamen die Nummer 2211–2218 . Wie lange sie im Einsatz waren, ist nicht genau bekannt.